# Görgey Ármin
Görgői és toporczi Görgey Ármin (Görgő, 1812. március 28. – Késmárk, 1877. október 20.) magyar őrnagy, ügyvéd. Testvére, Artúr honvédtábornok, hadügyminiszter.

## Családja
Szülei Görgey György és Castelláris-Perczián Erzsébet Vilma.
10 testvére született:
- Görgey Mária
- Görgey Gyula
- Görgei Artúr
- Görgey Anna
- Görgey István
- Görgey János
- Görgey Guido (egyévesen elhunyt)
- Görgey Sándor
- Görgey Guido

1840-ben összeházasodott Jóny Emíliával, akitől 3 gyermeke született.

## A forradalom alatt

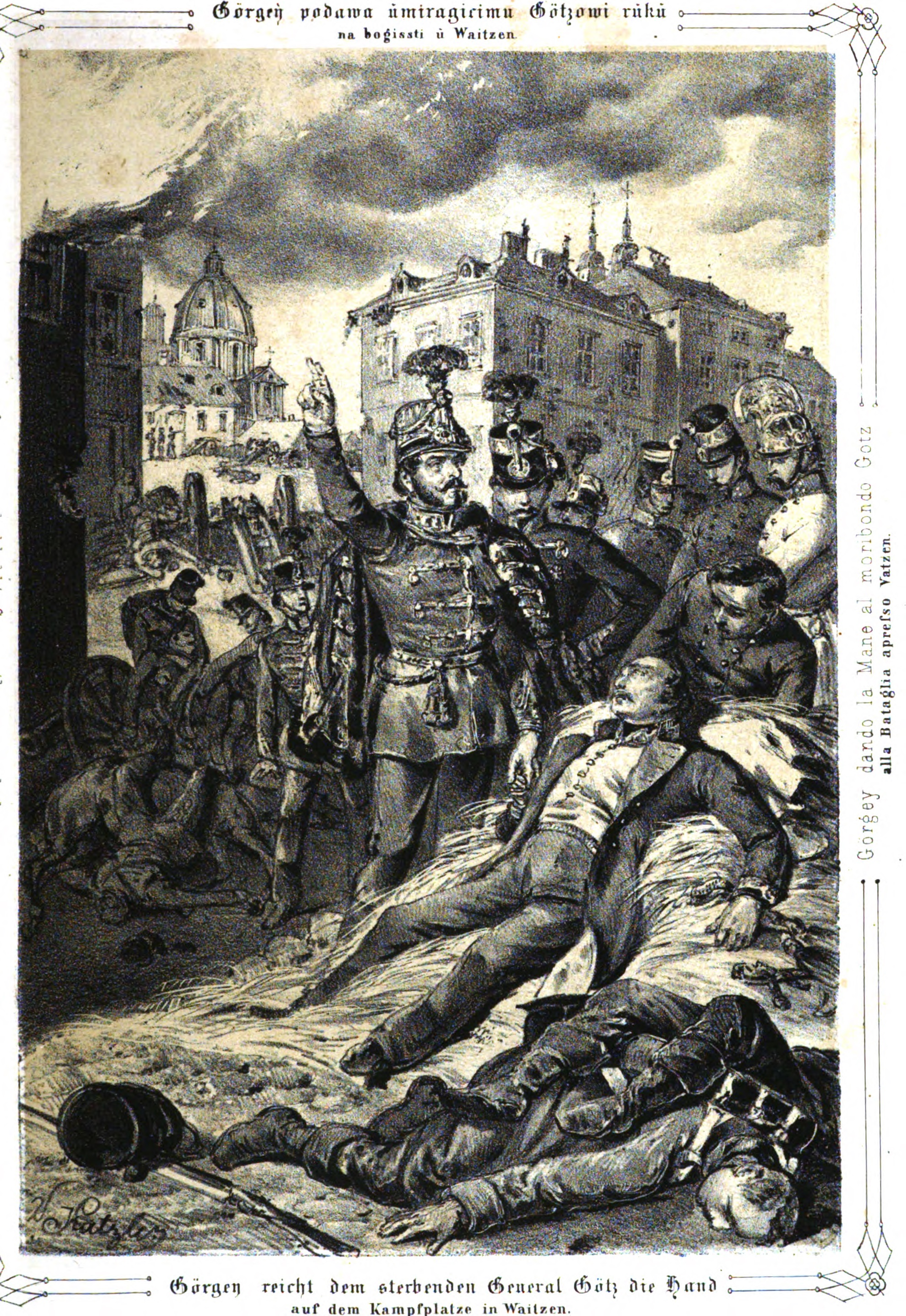
Görgey Ármin a haldokló Götz felett

1848. november 29-től százados a Lőcsén szerveződő 19. honvédzászlóaljban. December második felétől a felső-tiszai hadtest kötelékében részt vett a Franz von Schlik elleni harcokban. 1849. március 8-án áthelyezték a VII. (feldunai) hadtest tábori térparancsnokságához. Április 8-tól őrnagy, egy ezerfőnyi hadoszloppal a felső-magyarországi bányavárosok biztosítására küldték. Az Eperjesről a Vág  mögé menetelő császári Vogel-hadtest üldözése során Árva és Liptó megyéig hatolt, majd a bányavárosokba húzódva biztosította a Komáromnál álló Feldunai hadsereg hátát. (Csapatainak létszáma időközben 2300 főre nőtt.) Az oroszok beavatkozását követően a túlerő elől Komárom közelébe húzódott vissza, ahol Július 12. csatlakozott az elvonuló Feldunai hadsereghez. Július 13-án alezredessé léptették elő. Csapatai Vácnál az oroszokkal vívott Július 17-i ütközetben jelentős veszteséget szenvedtek, majd felosztották azokat a sereg három hadteste között. A hadsereg táborkari irodájához nyert beosztást. Augusztus 4-től a világosi fegyverletételig a Feldunai hadsereg vezérkari főnöke volt.
| „                              | Ezennel értesíttetik a ministerium, hogy Görgey Ármin 19-ik honvéd zászlóaljbeli százados, a bicskei és isaszeghi csatákban szerzett érdemei tekintetéből általam április 1-étől 1849. számítandó ranggal és illetménnyel számfeletti őrnaggyá és Görgey Arthur tábornok s fővezér mellé szárnysegédül általam kineveztetett – a rendes kinevezési okirat tehát számára hova elébb ide megküldendő leszen. | ” |
| – a hadügyminisztérium levele. | |   |

## A forradalom után
1850. február 29-én Aradon kötél általi halálra ítélték, de ezt március 14-én 14 év várfogságra változtatták. 1850. június 14-én kegyelmet kapott.
Később toporci birtokán gazdálkodott. 1861-ben jogi vizsgát tett, és ügyvédi irodát nyitott Késmárkon. 1867-ben a Szepes vármegyei Honvédegylet tagja lett.
Anyagi okokból 1877-ben öngyilkos lett.